# Handover

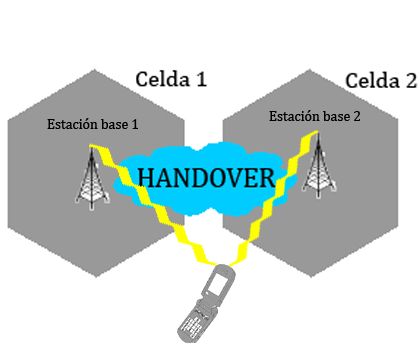
Figura 1. Esquema de handover entre dos cel·les.

La transferència o transferència mòbil (popularment coneguda com handover, transferència automàtica intercel·lular) és un mecanisme fonamental en la comunicació cel·lular (GSM o UMTS per exemple). 

En resum, és el conjunt de les operacions que permeten que una estació mòbil (en anglès Mobile Station - MS) pugui canviar de cel·la sense interrupció de servei. 

El procés consisteix que un terminal mòbil mantingui la comunicació en curs, en un desplaçament que suposa que el mòbil canviï de cel·la. I així quan el senyal de transmissió entre una terminal i una estació de base es debilita, el sistema troba una altra estació de base disponible en una altra cel·la capaç d'assegurar de nou la comunicació en les millors condicions.
Aquest mecanisme permet la itinerància entre cèl·lules o operadors.

## Necessitat del handover
Existeix tres casos on el handover és necessari :
- Rescue Handover : el mòbil va de la zona coberta per una cel·la a una altra. És la qualitat de transmissió que determina la necessitat del handover qualitat indicada per la taxa d'error, la intensitat del senyal rebut, el nivell d'interferències i el retard de propagació.
- Confinment handover : l'estació mòbil sofriria menys interferències si canviés de cel·la (les interferències són degudes en part a les altres estacions mòbils a la cel·la). L'estació mòbil escolta permanentment altres cel·les per mesurar-ne la qualitat d'una connexió. A més, cada estació mòbil és sincronitzada amb algunes BTS per estar a punt en cas de handover.
- Traffic Handover  : El nombre d'estacions mòbils és massa important per a la cel·la, i cel·les veïnes poden acollir noves estacions mòbils. Aquesta decisió requereix conèixer la càrrega de les altres BTS.

El handover té en compte la direcció del moviment del terminal mòbil.

## Tipus de handover al GSM
L'estació mòbil MS té ja un canal en una cel·la determinada (administrada per un BSC i MSC), i rep un nou canal. Existeixen quatre tipus de handover :
- Handover Intra-BSC (Controlador de l'estació base)  : el nou canal és atribuït a la MS a la mateixa cel·la o una altra cel·la administrada pel mateix BSC.
- Handover Intra-MSC : el nou canal és atribuït a la MS però en una cel·la administrada per un altre BSC, però del mateix MSC.
- Handover Inter-MSC : el nou canal és atribuït a una cel·la que és administrada per un altre MSC.
- Handover Inter-System : un nou canal és atribuït a una altra xarxa de telefonia mòbil que s'encarrega de la MS (exemple entre una xarxa GSM i una xarxa UMTS).